# Microhyla kuramotoi
Microhyla kuramotoi — вид жаб з родини карликових райок (Microhylidae). Описаний у 2020 році.

## Назва
Вид названо на честь японського герпетолога Міцуру Курамото, заслуженого професоро Університету педагогічної освіти Фукуоки, за його внесок у біологію азійських земноводних, включаючи фауну півдня Рюкю.

## Поширення
Ендемік Японії. Вид поширений на деяких островах з групи Яеяма на півдні архіпелагу Рюкю (префектура Окінава) — Ісіґакі, Такетомі, Кохама, Іріомоте і Хатерума. Штучно завезений в острів Куросіма.

## Спосіб життя
Трапляється від низовин до гірських районів і живе на землі серед підстилки та трав. Сезон розмноження триває майже весь рік, але зазвичай домінує з лютого по жовтень. Яєчна маса, схожа на плівку, відкладається на поверхні різних спокійних водойм, включаючи ставки, рисові поля, тимчасові басейни, а іноді повільні невеликі потоки. Яйця темно-жовтувато-коричневі. Самиці містять 200—1200 зрілих яйцеклітин діаметром 1,0–1,3 мм. Пуголовки повільно плавають в середньому та верхньому шарах води, всмоктуючи планктон.